# Scolecoseps boulengeri
Scolecoseps boulengeri är en ödleart som beskrevs av  Arthur Loveridge 1920. Scolecoseps boulengeri ingår i släktet Scolecoseps och familjen skinkar. Inga underarter finns listade i Catalogue of Life.